# Іфат
Султанат Іфат — середньовічна мусульманська держава у Східній Африці. Очолював державу султан з династії Валашма, столицею країни було старовинне місто Сайла. Геогрфічно султанат лежав у межах сучасної південної Ефіопії, Джибуті та північного Сомалі.

## Географія
Султанат розташовувався уздовж узбережжя Червоного моря. Армія держави налічувала близько 15 000 вершників і 20 000 піших солдатів. У країні було, окрім столиці, сім великих міст: Белькульзар, Кульюра, Шімі, Шоа, Аудаль, Джамме та Лабу.

## Історія
Іфат вперше згадується у XIII столітті, коли 1285 року султан Умар Валашма (або його син Алі відповідно до інших джерел) підкорив султанат Шоа. Султан Умар здійснив той войовничий акт з метою об'єднання під своїм керівництвом мусульманські території на Африканському Розі, так само як ефіопський імператор Єкуно Амлак намагався консолідувати християнські території приблизно у той же час. Тому між двома державами неминуче виник конфлікт за Шоа й території на південь від нього. Розпочалась тривала війна, в якій мусульманські держави не мали значної переваги. Зрештою Іфат був переможений імператором Амдою Сейоном I 1332 року. Останній призначив новим султаном Джамала ад-Діна.
Попри таку поразку мусульманські правителі Іфату продовжували боротьбу. Ефіопський імператор оголосив сусідні країни «ворогами Господа» і вторгся до Іфату на початку XV століття. Після тривалої боротьби Іфат знову зазнав поразки. Султан Са'ад ад-Дін утік до Сайли, де його наздогнали ефіопи та вбили. Різні джерела називають імена різних ефіопських імператорів, хто провів ту кампанію, але більшість вказує на негуса Девіта I, інші — на імператора Єшака I.
Зрештою Іфат припинив своє існування як окрема держава в результаті завоювання Абісинії Ахмедом ібн Ібрагімом аль-Газі. Назва султанату збереглась у сучасній Ефіопії як назва округу Йїфат у Шоа.

## Мова
Відповідно до даних історика XIV століття Шихабуддіна аль-Умарі населення Іфату спілкувалось абіссинською та арабською мовами.
Разом з тим, ефіопський історик XIX століття Асма Гійоргіс припускав, що представники султанської родини Валашма спілкувались мовою, схожою на мову геєз.